# 7 Dywizja Kawalerii (austro-węgierska)
7 Dywizja Kawalerii (7. KD., 7. KTD., Cav.-Trup.-Div.) – wielka jednostka kawalerii cesarskiej i królewskiej Armii.

## Historia dywizji
W 1885 roku komenda dywizji została przeniesiona z Jarosławia do Krakowa.
W 1889 roku w skład dywizji wchodziła:
- 11 Brygada Kawalerii w Tarnowie,
- 20 Brygada Kawalerii w Krakowie[3].

W 1894 roku w skład dywizji włączono: Galicyjski Batalion Strzelców Polnych Nr 13 w Bochni i Śląski Batalion Strzelców Polnych Nr 16 w Krakowie.
W 1900 roku Śląski Batalion Strzelców Polnych Nr 16 został przeniesiony z Niepołomnic do Karniowa (niem. Jägerndorf) i włączony do 10 Brygady Piechoty należącej do 5 Dywizji Piechoty w Opawie. Równocześnie Morawsko-śląski Batalion Strzelców Polnych Nr 5 został przeniesiony z Karniowa do Niepołomnic i włączony do Dywizji Kawalerii Kraków.
W 1903 roku zmieniono pisownię formacji z „Cavallerie” na „Kavallerie” co wiązało się ze zmianą nazwy dywizji na „Kavallerietruppendivision Krakau”.
W 1904 roku ze składu dywizji wyłączono:
- Morawsko-śląski Batalion Strzelców Polnych Nr 5, który został przeniesiony z Niepołomnic do Bielska i włączony do 9 Brygady Piechoty w Ołomuńcu należącej do 10 Dywizji Piechoty,
- Galicyjski Batalion Strzelców Polnych Nr 13 w Bochni, który został włączony do 23 Brygady Piechoty w Krakowie[7][8].

W 1908 roku w skład dywizji został włączony Dywizjon Artylerii Konnej Nr 1 w Krakowie, który równocześnie podlegał komendantowi 1 Brygady Artylerii Polowej.
W 1912 roku dywizja została przemianowana na 7 Dywizję Kawalerii. W tym samym roku komenda 11 Brygady Kawalerii została przeniesiona z Tarnowa do Krakowa.
W latach 1912–1914 w skład dywizji wchodziła:
- 11 Brygada Kawalerii w Krakowie,
- 20 Brygada Kawalerii w Krakowie,
- Dywizjon Artylerii Konnej Nr 1 w Krakowie[11][12].

## Komendanci dywizji
- FML Karl von Lasollaye (1883 – 1 IV 1887 → stan spoczynku[13])
- FML Anton von Bechtolsheim (1887 – 1889 → zastępca komendanta 11 Korpusu)
- FML Theodor Galgóczy de Galántha (1889 – 1890 → komendant 35 Dywizji Piechoty)
- FML August Némethy von Németfalva (1890 – 1891 → generalny inspektor remontów)
- FML Gustav von Wersebe (1891 – 1893 → komendant Dywizji Kawalerii w Wiedniu)
- GM / FML Karl Johann Zaitsek von Egbell (1893 – 1894 → urlopowany)
- GM / FML Alois Paar (1894 – 1896 → generalny inspektor kawalerii)
- GM / FML Albert Nostitz-Rieneck (1896 – 1899)
- FML Gustav Adolf von Szakonyi (1899 – 1 IV 1900 → stan spoczynku[14])
- GM / FML Rudolf von Brudermann(inne języki) (1900 – 1904 → przydzielony do generalnego inspektora kawalerii)
- FML Heinrich Moritz von Attems-Heiligenkreuz(inne języki) (1904 – 1905 → komendant 12 Dywizji Piechoty)
- GM / FML Eduard von Böhm-Ermolli (1905 – 1909 → komendant 12 Dywizji Piechoty)
- GM / FML Karl Georg Huyn (1909 – 1911 → komendant 12 Dywizji Piechoty)
- GM / FML Ignaz von Korda(inne języki) (1911 – III 1915[15])
- GM / FML Zygmunt von Micewski (III 1915 – VII 1916[16]  → zastępca komendanta wojskowego w Koszycach)
- GM / FML Gabriel Franz Marenzi von Tagliuno und Talgate(inne języki) (VII 1916 – VIII 1918[16] )
- GM Alexander Szivó de Bunya (VIII – XI 1918[16] )